# Мурайба
18°56′50″ пн. ш. 41°54′25″ сх. д. / 18.9472° пн. ш. 41.9069° сх. д.
Мурайба (також як Muraybi` або Al Murayba, араб. المريبعة) — село в субгубернаторстві Барік у провінції Асір, Саудівська Аравія . Воно розташоване на висоті 365 метрів і має населення приблизно від 1000 до 2000 осіб.  

## Дивіться також
- Список міст Саудівської Аравії
- Регіони Саудівської Аравії